# Monografska publikacija
Monografska publikacija (monografija) ali knjiga je publikacija, ki izide v enem ali več zvezkih oziroma z vnaprej določenim številom fizično ločenih zvezkov. Poleg skupnega naslova obstaja tudi neka oznaka zaporedja (številčna ali drugačna), lahko pa tudi naslov posameznega zvezka. Pri katalogizaciji takih publikacij se lahko ob upoštevanju možnosti v ISBD-jih odločimo za različne načine opisa in pri tem izdelamo en sam zapis ali pa več različnih zapisov.

## Vrste publikacij
Poznamo več različnih vrst monografskih publikacij. Ločimo jih glede na vsebino in na nosilca podatkov.

### Glede na vsebino:

#### Leposlovne publikacije
Med leposlovne publikacije štejemo drame, romane,pravljice, poezije, antologije, potopise...

#### Strokovne publikacije
Med strokovne publikacije štejemo slovarje, enciklopedije, strokovne knjige, priročnike, učbenike, leksikone, bibliografije...

### Glede na zapis podatkov

#### Papir kot nosilec podatkov
Monografske publikacije so sprva obstajale na papirju in njegovih predhodnikih (papirus, pergament).

#### Elektronski nosilec podatkov
Razvoj elektronskih publikacij se je začel v 20.stol. Vedno več publikacij lahko najdemo na spletnih brskalnikih, veliko podjetij pa že ponuja posebne tehnološke naprave za branje t. i. bralniki.

## Opremljenost publikacij
Običajno so monografske publikacije opremljene z mednarodno standardno knjižno številko  ISBN. Po navadi jih v knjižnični katalog zapišemo z enim bibliografskim zapisom.